# 며느리와 사위
며느리는 아들의 아내를 말한다. 반대로 딸의 남편은 사위라고 한다.

## 며느리
한자어로는 자부(子婦)라고 하며, 조카의 아내는 조카며느리(姪婦), 손자의 아내는 손주며느리(孫婦)라고 한다. 조선 후기 사설 시조에서 아들의 부인이란 뜻으로 며느리라는 말이 처음 사용되었다. 어원은 '메'와 '나리'의 결합으로써 제사 모시는 일에서 유래되었다는 일설이 있으나 근거는 없으며, 1447년 출간된 석보상절에 이미 "며느리"라는 형태로 나타난다.

## 사위
한자어로는 요 등으로 불리지만 며느리는 자부라고 부르기도 하나 사위는 그냥 사위로 불린다.조카의 남편은 조카사위,손녀의 남편은 손녀사위다.